# 박정현
박정현(한국 한자: 朴正炫, 본명: Lena Park, 1976년 3월 23일 ~ )은 대한민국에서 활동하는 한국계 미국인 가수이다.

## 학력
- 캘리포니아 대학교 로스앤젤레스캠퍼스(중퇴)
- 컬럼비아 대학교 영문학과(학사)

## 생애

### 어린 시절
박정현의 부모는 미국에서 결혼 후 미국에서의 성공을 꿈꾸며 LA로 이민을 갔다. 그리고 미국 캘리포니아주 근교 LA에서 박정현을 낳았다. 아버지는 나중에 목사가 되었지만 박정현이 어렸을 때는 목사가 아니었다. 이민 초기에 사업을 하였으나 현지 적응을 못하여 사업을 포기하고 신학교에 들어가 목사가 되었다. 어머니는 간호사로 아침부터 병원으로 출근했기 때문에 박정현을 돌보지 못했다. 학교 수업이 끝나고 친구 집에 가지 못하게 했으며 친구의 생일 파티도 참석하지 못하고 학교 수업 후에는 바로 집으로 돌아와야 했다. 남자 친구도 사귀어보지 못했다. 아버지는 박정현의 친구들 사이에서 무서운 사람으로 많이 알려져있었다. 박정현은 1남 2녀 중 첫째로 아버지는 "네가 잘해야 동생들도 따라한다"며 더욱 엄하게 가르쳤다. 아버지는 박정현의 친구가 전화를 걸어왔을 때 남자 목소리만 들려도 바로 끊어버려 박정현이 따지기도 했으며 사춘기 때 반항심이 커지기도 했다.
현재 LA 한인 타운은 한인 교포들이 많아 한국어로도 똑같이 생활이 가능하지만 박정현이 어렸을 적엔 한인 타운이 자리 잡기 전이었고 박정현이 사는 동네는 한인 타운과 거리가 멀어 한국계 미국인이 거의 없었다. 초등학교 들어갔을 때 박정현과 동생을 포함해 전교에 동양인이 단 3명뿐이었다. 학생들은 중국인이냐 일본인이냐 물어봤고 박정현은 둘 다 아니라고 말하면 학생들은 더 많은 관심을 보이면서 한국이 어디 있는 거냐고 물어와 많은 관심에 대해 박정현이 괴로워하기도 했다. 그러나 박정현은 1988년 서울올림픽이 개최된 이후로 대한민국이 많이 알려졌다고 생각하였다.
동양인이 거의 없는 지역에 살았던 박정현은 어머니가 "차별받지 않으려면 미국인보다 공부를 더 잘해야 한다"고 가르쳤다. 어렸을 적엔 부모와 한국말로 대화했지만 새벽부터 밤늦게까지 일하는 부모는 박정현과 대화할 시간이 거의 없었고 학교에서 한국인 친구가 없었다. 거기에 경상도 출신인 부모는 박정현에게 사투리를 가르쳐줄까봐 우려스러운 마음에 한국말을 가르치지 않았다. 이 때문에 박정현은 성인이 되기 전까지 한국말을 전혀 하지 못했으며 이는 이후 박정현이 한국에 온 이후 정체성의 혼란을 느끼게 만든 계기가 된다.
어렸을 때부터 자신이 노래를 잘 한다는 것을 알고 있었고 박정현이 살던 다우니(Downey, California)에서 1000여명의 관객들이 몰리는 지역경연대회가 열려 중학교 1학년 때 나가 휘트니 휴스턴의 〈I will always love you〉라는 노래로 보컬 부문 대상을 수상하였다. 당시 이 노래가 최고의 인기를 끌고 있을 때였다. 그리고 한 달에 두 번가량 아버지가 목회하는 교회에서 노래를 했다. 겉으로는 싫어하는 척 하면서도 속으로 좋아하며 그 시간을 기다리기도 했다고 한다.
학교에서 전교 1등을 하며 초·중·고등학교 한 번을 제외하고 모든 과목 학점 A를 맞았다. 공부를 그렇게 좋아하지는 않았지만 잘하려는 마음에 열심히 하였다. 박정현은 부모님의 말을 잘 듣고 지냈으며 별다른 일탈 없이 어린 시절을 보냈다. 고등학교 때 방과 후 공부하러 도서관에 매일 갔는데 도서관과 5분 거리에 백화점이 있어 쇼핑몰에 가서 아이스크림을 먹고 구경하다가 어머니가 올 시간에 도서관에 가서 공부하는 척 했던 것을 가장 큰 일탈이라고 할 정도로 모범적인 학생 생활을 하였다.

### 대학 생활
박정현은 부모의 보수적인 교육 때문에 답답해서 독립하고 싶어 했다. 미국은 법적으로 16세면 독립할 수 있으므로 집과는 거리가 있고 좋은 동부의 대학교에 진학하고 싶어 했다. 그래서 파티에도 가보고 마음대로 외박도 해보는 꿈을 꾸기도 하였다. 성적이 좋았던 박정현은 하버드 대학교를 가려고도 생각했다. 그러나 대학에 진학할 때 즈음 집안 가정 형편이 안 좋아졌고 할는 학비가 비싼 데다 거주하는 캘리포니아주를 떠나면 생활비가 두 배가 되었다. 거주하는 지역의 학교를 가면 학비를 절반으로 깎아주는 '거주민 학비 제도'가 있기 때문이다. 또한 지역 학생은 학자금 대출에도 유리하다. 그래서 하버드 진학을 포기하고 캘리포니아주에서 명문 학교인 UCLA 연극영화과로 진학하였다. 박정현은 연극영화도 하고 싶다는 생각에 전미에서 연극영화과가 가장 좋은 UCLA로 진학을 결정한 것이었다. UCLA가 할리우드 바로 옆에 있어 영화계 주요 인사들이 강의를 하기 때문이다. 열심히 공부해온 박정현이 연극영화과로 진학한다는 것에 부모는 반대했다. 부모는 박정현이 UCLA에 지원하는 것은 알았지만 연극영화과에 가는 것은 몰랐다. 아버지는 박정현이 목회를 잘할 것 같다는 생각에 신학과에 가길 바랐고 어머니는 변호사가 되길 바랐다. 박정현은 부모를 설득하기 위해 부엌에서 프레젠테이션을 준비해 대본을 외워서 조목조목 이유를 나열하고 "미국에서 활동하는 한인 변호사는 많지만 예술인은 적다"며 여러 가지 이유를 들며 1시간 반 동안 설득하였다. 그리고 교회에 피아노 칠 사람이 없다는 이야길 듣고 박정현이 교회에서 매주 피아노를 쳐주기로 약속했다. 그러한 노력 끝에 기숙사에서 생활하겠다는 약속까지 받아내며 꿈꿔오던 독립에도 성공하였다.
UCLA는 한인 학생들이 많았으나 박정현과 동생은 한국말을 전혀 하지 못해 정체성의 혼란을 겪기도 했다. 한인 학생들의 동아리에 가입하여 한국 문화를 배우고 자선 활동을 하면서 한국 문화에 관심을 가지는 계기가 됐다. 한국 드라마도 비디오방에서 빌려봤다. 대표적으로 《모래시계》를 보면서 몰입하기도 했다. 그러나 아직도 말을 못 한다는 것에 아쉬움을 느꼈고 한국어를 배우기 위해 교환학생을 해봐야겠다고 생각하였다. 이미 캘리포니아에서 노래 실력이 알려졌던 박정현은 한국에서 가수 제의를 받은 적이 있었다.

### 미국에서 활동

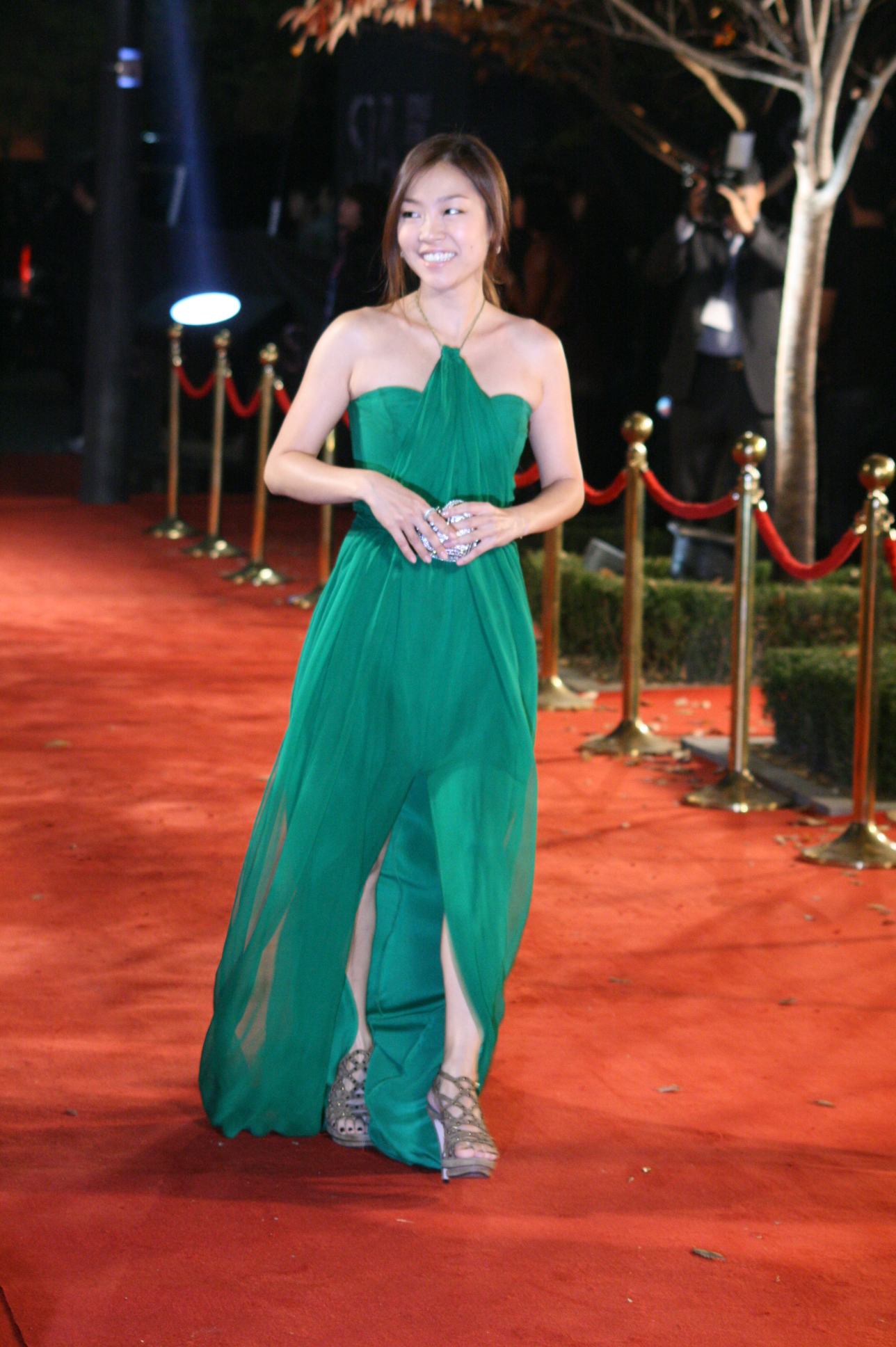
2011년 스타일 아이콘 어워즈에 초대 받은 박정현.

가수가 되기 위해 1995년경 UCLA 졸업을 하지 않고 바로 한국으로 왔다. 당시에는 인사말 외에는 전혀 한국말을 하지 못했다. 건조한 LA에서 살아온 박정현은 습했던 여름 날씨를 처음 겪으면서 적응하는 데 애를 먹었다. 여행을 잘 다니는 것도 아니어서 캘리포니아주에서만 생활했기 때문에 더욱 쉽지 않았다. 무엇보다 의사소통이 안 되어 질문조차 하지 못하는 상황이 힘들고 외로웠다.
박정현은 미국에 오기 전에 짝사랑했던 미국 학생과의 아픈 연애를 하기도 하였다. 기타도 잘치고 음악도 잘하는 남학생을 좋아했다. 남학생은 박정현이 미국에 가기 한 달 전에 마음을 알아주고 교제를 시작했다. 잘 되려던 순간 박정현이 한국으로 오고 말았고 우울했다. 국제전화도 비싸던 시대라 1~2주에 한 번 정도 밖에 통화를 하지 못했다. 그래서 편지로 많은 대화를 나누었다. 남자 친구는 그림을 잘 그려 재미있는 만화를 그려주기도 하였다. 그렇게 8개월 동안 매일매일 편지를 주고받았다. 미국에 있을 당시 남자 친구와 다른 여자 친구까지 셋이서 같이 가장 친하게 지냈는데 박정현이 한국에 가고 나니 두 친구가 사랑에 빠져버린 것이었다. 남자 친구는 처음에는 아니라고 부인하다가 나중에는 연락을 피했다. 박정현의 남자 친구와 사귄 여자 친구는 박정현에게 미안함을 느낀 나머지 사실을 고백했고 박정현은 아직도 그 여자 친구와 친하게 지내고 있다.
첫 앨범을 준비했음에도 불구하고 회사가 부도나면서 실패했다. 우여곡절 끝에 1998년 1집 《Piece》의 〈P.S. I Love You〉로 데뷔하였다. 프로듀서는 윤종신이다. 당시 윤종신은 TV 출연을 거의 하지 않는 작곡가 겸 가수였다. 윤종신은 박정현의 1집에 수록한 〈오랜만에〉라는 곡의 가사를 쓰면서 만나게 됐다. 박정현은 가사의 단어를 하나하나 공부해나가기 시작했다. 그리고 나서 가사가 좋다는 걸 깨닫고 감동을 받기도 하였다. 설레는 마음으로 윤종신을 만나려 하자 윤종신은 아파트 주차장에서 만나자고 했다. 어두워서 차 안에서 문을 열고 조명으로 가사에 대한 설명을 해주었다. 박정현은 윤종신을 재미있고 편한 사람으로 생각했다. 또한 1집 첫 녹음할 때 윤종신과 함께 한 것을 다행이라고 생각하였다. 윤종신은 박정현에게 발음을 하나하나 자세하게 가르쳐줬고 박정현이 수없이 틀려도 인내심을 갖고 대해줬다. 박정현은 윤종신에게 친절하고 배울 점이 많은 선배라고 생각한다고 말하였다. 주요곡으로는 '나의 하루', 'P.S I love you', '사랑보다 깊은 상처' 등이 인기를 끌었다.
당시 곡 작업을 같이 했던 임재범은 박정현과 같은 소속사였으며, "첫인상은 키도 크고 멋있었다"라면서도 "머리가 길고 수염이 덥수룩해 처음엔 무섭기도 했다"고 말하였다. 박정현은 이전에도 임재범 2집을 선물 받고 끊임없이 들은 적이 있다. 박정현은 팬이었지만 앞에서 팬이라는 말도 못 하였다. 〈사랑보다 깊은 상처〉를 녹음할 때 처음으로 이야기를 나누었는데 임재범이 1980년대 후반 영국에서 음악 활동을 한 적이 있었기 때문에 영어를 잘했고 임재범은 박정현에게 어려우면 영어로 말하라며 독려했고 영어로 디렉팅을 해주기도 하였다.
2002년 4집 〈꿈에〉로 인기를 굳히고, 2002년 월드컵 공식 가수로 선정되기도 하였다. 이전까지 박정현은 자신의 서투른 한국어 실력을 숨기고 싶어 했다. 열심히 외운 가사 외에는 한국말을 전혀 못 했고 한국어를 못 하는 박정현이 노래를 어떻게 이해하냐며 거부감을 보이는 시청자들도 있어 콤플렉스가 될 정도였다. 하지만 2002년 월드컵 공식 가수로 지정되면서 '드디어 날 받아 주는 건가' 하는 생각이 들면서 큰 감동을 받기도 하였다. 계속 가수 활동을 하며 내놓은 4집은 박정현의 앨범 중 가장 좋은 평가를 받으며 명반 100에 포함되기도 하였다.

### 컬럼비아 대학교General Studies 생활
박정현은 그동안 UCLA를 졸업하지 못했다는 것에 아쉬움을 갖고 있었다. 처음에 한국에 와서 가수 생활 할 때는 1~2년 정도만 하다가 미국으로 돌아가 복학하려고 했지만 어느새 6년이 지나가버린 것이었다. 휴학한 지 너무 오래되어 입학부터 다시 시작해야겠다는 생각을 가졌다. 그러나 음악을 계속 하면서 학교도 다닐 수 있겠다고 마음을 고쳐먹었다. 컬럼비아 대학교 School of General Studies를선택했고 오디션을 본 결과 합격하였다. 컬럼비아 대학교는 박정현이 UCLA에서 받은 성적을 일부 인정해 3학년 편입까지 허락하였다. 연극영화과를 다녔던 박정현은 또 다른 꿈인 문학과 책을 생각해 영문학을 선택한 것이었다. 박정현은 문학에 대한 욕심이 많아 미국의 가요를 영어로 번역·재해석해 부르기도 하였다. 박정현은 시를 좋아해 직접 시를 써보기도 하였다.
컬럼비아 대학교는 음악 때문에 9년 동안 2번 휴학을 했다. 입학 후 잠깐 동안 다니다가 휴학 후 2년간 음악 활동을 하고, 다시 학교를 다니다가 6년 동안 휴학을 했다. 그리고 2009년도 가을에 복학해 2010년에 졸업하였다. 학교를 다니면서도 우수한 성적으로 '파이베타카파'에 가입하기도 하였다. '파이베타카파'는 1776년 설립된 미국 수재들의 모임으로 미국 내 대학교에서 성적뿐만 아니라 전체적으로 우수한 학생들만 가입하는 모임이며 빌 클린턴과 콘돌리자 라이스 국무장관도 이곳 출신이다. 박정현은 '파이베타카파'에 대해 "가장 영광이었다"며 매우 좋아했다고 말했다. 학교를 9년이나 다니다보니 학장과 친해질 정도였다. 박정현은 학장에게 오히려 많이 배웠다고 말하였다. 음악 활동과 학업을 고민할 때 학장은 "걱정하지 말고 음악 하라"며 조언하기도 했다. 그리고 졸업식에서 학생 대표로 미국 국가를 제창하였다. 컬럼비아 대학교 학장은 박정현에 대해서 다음과 같이 소개했다.
리나 박(박정현)이 우리 학교 졸업생이라는 게 정말 자랑스럽습니다. 그녀는 미국에서 최고로 인기 있는 아티스트로 8개의 정식 앨범을 발표하고 일본에서 3개의 앨범과 6개의 싱글 앨범을 냈고 그 밖에 중국, 대만, 싱가포르, 말레이시아에서도 활동했습니다. 리나는 영문학, 비교문학에서 마그나 쿰 라우데(상위 10%)의 성적으로 졸업하며 파이베타카파와 아너소사이어티(우등상 클럽)에 가입하게 됐습니다.

### 《나는 가수다》 출연
《나가수》에 출연한 사람들은 박정현이 말하는 것이 가장 많이 변했다고 말했다. 데뷔 후 듀엣 무대를 가져봤던 김건모는 박정현과 10년 만에 만나 말이 트였다고 동조해주었다. 박정현은 《나가수》 관객들이 더 많이 흥분하는 것 같다고 말했다. 박정현은 《나가수》에서 김태현과 열애설이 나기도 했다. 박정현은 "싫은 건 아닌데 그냥 동생"이라고 말하였다.
박정현은 《나가수》 출연 제의가 들어왔을 때 예능 프로그램을 한 적도 없었고 1등과 탈락자가 갈려 많이 고민했다고 한다. 하지만 박정현은 열심히 연습하고 편곡해서 내놓은 곡이 기껏해야 12시 이후의 심야 프로그램에서나 나오는 것에 한계를 느낀 데다 그마저도 "3분으로 편집하라", "녹음된 반주로 해라" 등의 주문이 이어진 것에 대해 안타까워하던 중 황금시간대에 음악 프로그램에서 라이브로 무대를 들려줄 수 있다는 것에 '나가야 한다'는 책임감을 느껴 선택했다고 하였다. 박정현은 《나가수》에 대해 "89%는 힘들고 11%는 즐겁다"고 말했다. 하지만 자기가 가장 좋아하는 노래를 TV 프로그램을 통해 모든 사람들에게 보여줄 수 있다는 것에 기뻐했다. 박정현은 음악을 하는 것이 꿈이었는데 음악을 하고 있으니 즐겁지 않을 수 없다고 한다. 박정현은 음악적으로 좋아하는 선후배들과 무대를 하는 것에 대해 감동적이었다고 하였다. 경쟁하면서도 동료 의식을 느낄 수 있어 신기했다고 한다.

## 주요 활동
- 2002: FIFA 한일 월드컵 공식 강수[27]
- 2010: 컬럼비아 대학교 졸업[28]
- 2011: 《나는 가수다 시즌1》 출연
- 2011~2012: 《P.S. I Love You 박정현》 출연
- 2012: 핵안보정상회의 홍보대사[29]
- 2012: 《히든싱어 시즌1》 1회 출연
- 2012: 한국관광 명예홍보대사[30]
- 2013: UN 국제 평화의 날 홍보대사[31]
- 2015: 《나는 가수다 시즌3》 출연
- 2016: 《보컬 전쟁: 신의 목소리》 출연
- 2017: 《은밀하게 위대하게》 8회 출연
- 2017: 《나 혼자 산다》
- 2017 ~ 현재: 《One Fine Day》 진행 (KBS 월드 라디오)
- 2018: 비긴어게인2
- 2019: 비긴어게인3
- 2022: 《히든싱어 시즌7》 1회 출연
- 2024: 최강야구 74회 출연
- 2024: 놀던언니 2 7회 출연
- 2024: 미운 우리 새끼 393회 출연

## 수상 경력

### 가요 프로그램 1위
| 연도   | 수상 내역                              |
| ------ | -------------------------------------- |
| 2002년 | - 꿈에 - 8월 17일 MBC 《음악캠프》 1위 |

### 수상 내역
- 1989년 2월 다우니 웨이 아우터 브로드 웨이 탤런트 콘테스트 《대상》
- 1993년 GBC(Gospel Singer Contest)《대상》
- 1994년 1월 IMTA Conference 《가창상 수상, 광고 연기상》
- 1994년 6월 LA 클래식 재즈 페스티벌 《최우수 보컬리스트상》
- 2002년 Mnet 제4회 뮤직비디오 페스티벌 《R&B 부문 최우수상》[32][33]
- 2002년 SBS 제13회 서울가요대상 《R&B 부문 특별상》[34]
- 2002년 제17회 대한민국영상음반대상 골든디스크 《뮤직비디오 부문 PAVV 인기상》[35]
- 2011년 제4회 스타일 아이콘 어워즈 《본상》[36]
- 2011년 제3회 멜론 뮤직 어워드《TOP 10》[37]
- 2011년 제3회 The Women of Time Award 《올해의 여성상》[38]
- 2011년 제12회 대한민국 국회 대상 《올해의 대중음악 부문》[39]
- 2011년 MBC 제11회 방송연예대상 《쇼버라이어티 부문 특별상》[40][41]
- 2011년 MBC 제11회 방송연예대상 《가수 부문 인기상》[40][42]
- 2013년 제10회 한국대중음악상 《네티즌이 뽑은 올해의 음악인 여자 부문》[43]

## 같이 보기
- 윤종신
- 하림
- 성시경
- 김범수
- 이수현
- 정석원
- 황성제
- 한헤라
- 조수미
- 옥주현
- 차지연
- 팝페라